# Аквафаба

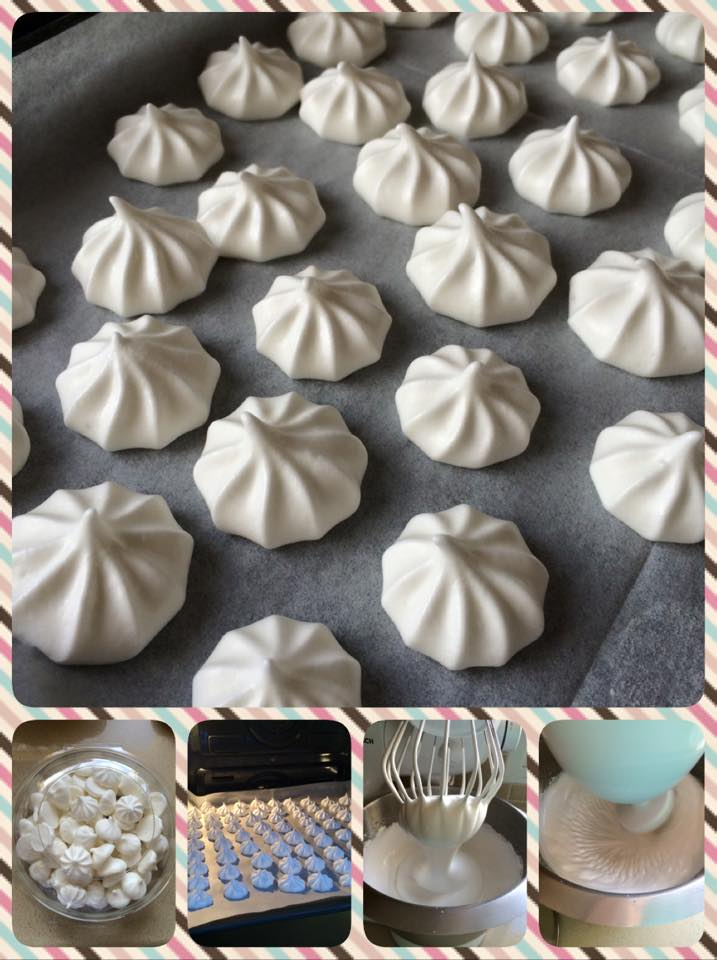
Меренги, сделанные из аквафабы

Аквафáба (от лат. aqua — вода, faba — фасоль, бобы) — это название вязкой жидкости, полученной в результате отваривания плодов бобовых культур таких, как нут, фасоль, горох.
Благодаря своей способности имитировать функциональные свойства яичного белка аквафаба может быть использована в качестве прямой замены яичных белков в некоторых кулинарных рецептах.
Её состав особенно хорошо подходит для употребления людьми, соблюдающими диету по этическим, религиозным или иным причинам, чтобы избегать употребления яиц.

## Применение
Наиболее часто аквафаба используется как заменитель яиц. Она состоит из углеводов, белков и других растворимых сухих веществ растений, которые проникают из семян в воду в процессе варки. Уникальное сочетание составляющих дает аквафабе широкий диапазон эмульгирующих, пенообразующих, вяжущих, желеобразующих и загущающих свойств. Например, на основе аквафабы можно приготовить постный майонез без яиц.
Общая рекомендация для использования аквафабы в рецепте состоит в замене яичного белка яйца среднего размера на 30 мл аквафабы (2 столовых ложек).
Самый простой способ получения аквафабы заключается в том, чтобы сцедить жидкость из банки консервированных бобовых, таких как горох или нут (турецкий горох). В качестве альтернативы это может быть сделано путем их варки, приготовления под давлением или в микроволновой печи в воде, пока они не приготовятся.

## Состав
Семена или плоды бобовых культур в основном состоят из углеводов (крахмала, сахарозы и клетчатки), белков (альбумины и глобулины) и воды. Углеводного компонента значительно больше, чем белков. Крахмал представлен фракциями амилозы и амилопектина. Типичный питательный состав сухого нута включает 19 % белка, 61 % углеводов, 6 % липидов и 14 % воды. Однако эти соотношения являются приблизительными и варьируют в зависимости от сорта.
При варке бобовых крахмал в семенах частично желефицируется. При этом растворимая часть крахмала переходит в жидкость, в которой бобы варились. В отвар переходит тем большее количество желеобразующих веществ, чем выше температура и давление и чем дольше время отваривания.
После того, как бобовые отварены и отфильтрованы, процеженная жидкость называется аквафабой. Сравнивая начальный (до варки) и окончательный (после отваривания) состав бобовых, было определено, что в отвар при обычных условиях варки переходит примерно 5 % от первоначального сухого веса.